# مانیتور ساوا
مانیتور ساوا (به انگلیسی: Yugoslav monitor Sava) یک کشتی بود که طول آن ۵۷٫۷ متر (۱۸۹ فوت) بود. این کشتی در سال ۱۹۰۴ ساخته شد.